# Jean-Louis Marie du Gas de Bois Saint-Just
 Jean-Louis Marie du Gas de Bois Saint-Just ou Jean-Louis Dugas de Bois Saint-Just, né en 1743 à Lyon et mort le 13 mai 1820 à Saint-Genis-Laval), est un noble français, issue de la seconde branche d'une famille lyonnaise .

## Biographie
Fils de Louis du Gast , seigneur de Bois-Saint-Just, né à Lyon, qui épousa en 1737, Marie-Louise Laurent, fille de Jean Laurent, capitaine de la bourgeoisie de Montluel en Bresse qui eurent :
1. Jean-Louis Marie qui suit, et
2. Jeanne du Gast de Bois-Saint-Just, épouse de Grimod de Riverie
3. Une fille dont le prénom n'est pas connu N....., mariée à M. du Boys, à Grenoble

Jean-Louis Marie, marquis de Bois-Saint-Just, et de Villars-en-Bresse, seigneur de Birieux, et du Plessis-Piquet, qui fit ses preuves en 1759 pour l'école des chevaux-légers en 1760, ancien officier aux Gardes Françaises où il fut nommé enseigne, et qui fut chassé par la Révolution française. Il réunissait dans son château du Plessis tout ce que la société de son temps comptait d'artistes et de personnalités. Il fit construire la galerie qui prolonge le château en direction de l'église qu'il fit percer d'un porche pour la commodité. Maire de Le Plessis-Piquet de 1787 à 1790. 
En 1769, il avait épousé  Benoîte Geneviève Maindestre, fille d'Antoine Maindestre, seigneur de la Sarra, ancien Trésorier de France, petite-fille d'Estienne de Maindestre échevin en 1726 et de Simone Tolosan  dont ils eurent: 
- Antoine-Alexandre du Gast de Bois Saint-Just, dit le marquis Dugas ou du Gast mort à Lyon le 12 mai 1866, âgé de 93 ans. Il avait un frère qui mourut à l'âge de 15 ans. Il était le dernier représentant de cette famille de la noblesse lyonnaise

## Écrits
Il laissa des écrits sur les personnages de son temps qu'il a pu croiser dans le cadre de ses fonctions comme Jacques Necker, dont les anecdotes curieuses et scandaleuse furent supprimées par Mély-Jamin éditeur de l'ouvrage en 1809,  la marquise de Pompadour, Turgot, Calonne, Antoine de Sartine, Lenoir, Madame du Barry, Jean Baptiste de Beauvais, Bernard le Bouyer de Fontenelle, Jacques Bridaine, François-Henri d'Harcourt, Joseph-Michel Montgolfier, Nicolas Edme Restif de La Bretonne, Pierre Seguier, Antoine Léonard Thomas, Louis Mandrin, ainsi que les rois Louis XV et Louis XVI, parus sous le titre de Versailles et les provinces au 18e siècle. Anecdotes sur la vie privée  de plusieurs ministres, évêques, magistrats célèbres, hommes de lettres et autres personnages connus sous le règne de Louis XV et Louis XVI, par un officier aux Gardes Françaises, Paris Le Normant, Lyon Yvernault et Cabin, 1809. Deux volumes in-8 et Paris H. Nicole, 1811 (volume I-II), Lyon Guyot, Paris Le Normant, Nicolle, Giguet et Michaud, 1817 (Paris, Versailles et les provinces, au dix huitième siècle ..., volume III).Quelques notes manuscrites de l’éditeur Guyot au tome 3, sur un exemplaire provenant de la collection d'un des descendants de l'auteur, dont l’une d’elles indique que Dugas de Bois Saint-Just fut arrêté une nuit par Mandrin.
Ainsi qu'un ouvrage sur Les Sires de Beaujeu, roman historique emprunté à l'Histoire de l'abbaye de l'Île-Barbe.